# Relais 4 × 100 mètres masculin aux championnats du monde d'athlétisme 2022
Pour des articles plus généraux, voir Championnats du monde d'athlétisme 2022 et Relais 4 × 100 mètres aux championnats du monde d'athlétisme.
Navigation
Doha 2019 Budapest 2023
L'épreuve du relais 4 × 100 mètres masculin des championnats du monde de 2022 se déroule les 22 et 23 juillet 2022 au sein du stade Hayward Field à Eugene, aux États-Unis.

## Engagés
| - Allemagne - Canada - Nigeria - France - Royaume-Uni - Afrique du Sud - Pays-Bas - États-Unis | - Italie - Espagne - Danemark - Brésil - Ghana - Jamaïque - Japon - Chine |

## Résultats

### Finale
| Rang               | Couloir | Pays           | Athlètes                                                                 | Temps | Notes  |
| ------------------ | ------- | -------------- | ------------------------------------------------------------------------ | ----- | ------ |
| Médaille d'or      | 4       | Canada         | Aaron Brown, Jerome Blake, Brendon Rodney, Andre De Grasse               | 37.48 | WL, NR |
| Médaille d'argent  | 3       | États-Unis     | Christian Coleman, Noah Lyles, Elijah Hall, Marvin Bracy                 | 37.55 | SB     |
| Médaille de bronze | 6       | Royaume-Uni    | Jona Efoloko, Zharnel Hughes, Nethaneel Mitchell-Blake, Reece Prescod    | 37.83 | SB     |
| 4                  | 2       | Jamaïque       | Ackeem Blake, Yohan Blake, Oblique Seville, Jelani Walker                | 38.06 | SB     |
| 5                  | 8       | Ghana          | Sean Safo-Antwi, Benjamin Azamati-Kwaku, Joseph Oduro Manu, Joseph Amoah | 38.07 | NR     |
| 6                  | 7       | Afrique du Sud | Emile Erasmus, Tlotliso Leotlela, Clarence Munyai, Akani Simbine         | 38.10 | SB     |
| 7                  | 1       | Brésil         | Rodrigo do Nascimento, Felipe Bardi, Derick Silva, Erik Cardoso          | 38.25 | SB     |
|                    | 5       | France         | Méba-Mickaël Zézé, Pablo Matéo, Ryan Zézé, Jimmy Vicaut                  | DQ    |        |

### Séries
Les 3 premiers de chaque série (Q) et les 2 meilleurs temps (q) se qualifient pour la finale
| Rang | Série | Couloir | Pays           | Athlètes                                                                   | Temps | Notes |
| ---- | ----- | ------- | -------------- | -------------------------------------------------------------------------- | ----- | ----- |
| 1    | 1     | 7       | États-Unis     | Christian Coleman, Noah Lyles, Elijah Hall-Thompson, Marvin Bracy          | 37.87 | Q, WL |
| 2    | 2     | 5       | France         | Méba-Mickaël Zézé, Pablo Matéo, Ryan Zézé, Jimmy Vicaut                    | 38.09 | Q, SB |
| 3    | 2     | 7       | Canada         | Aaron Brown, Jerome Blake, Brendon Rodney, Andre De Grasse                 | 38.10 | Q, SB |
| 4    | 2     | 2       | Afrique du Sud | Henricho Bruintjies, Emile Erasmus, Clarence Munyai, Akani Simbine         | 38.31 | Q, SB |
| 5    | 2     | 8       | Jamaïque       | Ackeem Blake, Kemar Bailey-Cole, Conroy Jones, Jelani Walker               | 38.33 | q, SB |
| 6    | 2     | 3       | Brésil         | Rodrigo do Nascimento, Felipe Bardi dos Santos, Derick Silva, Erik Cardoso | 38.41 | q, SB |
| 7    | 1     | 4       | Royaume-Uni    | Adam Gemili, Zharnel Hughes, Nethaneel Mitchell-Blake, Reece Prescod       | 38.49 | Q     |
| 8    | 1     | 8       | Ghana          | Sean Safo-Antwi, Benjamin Azamati, Joseph Oduro Manu, Joseph Amoah         | 38.58 | Q, SB |
| 9    | 2     | 6       | Espagne        | Bernat Canet, Pol Retamal, Jésus Gómez, Sergio López                       | 38.70 | SB    |
| 10   | 2     | 4       | Italie         | Lorenzo Patta, Filippo Tortu, Fausto Desalu, Chituru Ali                   | 38.74 | SB    |
| 11   | 1     | 1       | Allemagne      | Kevin Kranz, Joshua Hartmann, Owen Ansah, Lucas Ansah-Peprah               | 38.83 |       |
| 12   | 1     | 5       | Chine          | Tang Xingqiang, Xie Zhenye, Su Bingtian, Chen Guanfeng                     | 38.83 | SB    |
| 13   | 1     | 6       | Pays-Bas       | Hensley Paulina, Taymir Burnet, Joris van Gool, Raphael Bouju              | 39.07 |       |
|      | 2     | 1       | Danemark       | Simon Hansen, Frederik Schou-Nielsen, Tobias Larsen, Kojo Musah            | DNF   |       |
|      | 1     | 2       | Nigeria        | Raymond Ekevwo, Godson Oghenebrume, Udodi Onwuzurike, Favour Ashe          | DQ    |       |
|      | 1     | 3       | Japon          | Ryuichiro Sakai, Ryota Suzuki, Koki Ueyama, Hiroki Yanagita                | DQ    |       |

## Légende
Records et Performances
- AR : Record continental (area record)
- CR : Record des championnats (championship record)
- MR : Record du meeting (meet record)
- NR : Record national (national record)
- OR : Record olympique (olympic record)
- PR : Record paralympique (paralympic record)
- PB : Record personnel (personal best)
- SB : Meilleure performance personnelle de la saison (season's best)
- WL : Meilleure performance mondiale de l'année (world leader)
- WJR : Record du monde junior (world junior record)
- WR : Record du monde (world record)

Circonstances et Conditions
- DNF : N'a pas terminé (did not finish)
- DNS : N'a pas pris le départ (did not start)
- DQ : Disqualification (disqualification)
- NM : Aucun essai valable enregistré (No Mark)
- Q : Qualifié « directement » au prochain tour (ou à la prochaine compétition), lors d'une compétition majeure, grâce au classement ou à la réalisation des minima (automatic qualifier)
- q : Qualifié au prochain tour (ou à la prochaine compétition), lors d'une compétition majeure, grâce au repêchage ou à la réalisation de l'une des meilleures performances parmi celles des « non qualifiés directement » (grâce au meilleur temps ou à la meilleure distance par exemple) (secondary qualifier)